# Sōya Takahashi
Sōya Takahashi (jap. 高橋 壮也 Takahashi Sōya; ur. 29 lutego 1996 w prefekturze Shimane) – japoński piłkarz występujący na pozycji obrońcy.

## Kariera piłkarska
Od 2014 roku występował w Sanfrecce Hiroszima.